# قوة الانتروبي
في الفيزياء، تمثل قوة الانتروبي التي تعمل في نظام ما ظاهرة ناشئة ناتجة عن الميل الإحصائي للنظام بأكمله إلى زيادة قدرته على الإنتروبيا، وليس من قوة أساسية معينة على المقياس الذري. يمكن اعتبار قوة الانتروبيا منبثقة من التفاعل الانتروبي. عادة ما يستخدم مفهوم التفاعل الانتروبي في حالة مزاجية. على سبيل المثال: «روابط الجزيئات الكبيرة، يتم صدها عن بعضها البعض على مسافة قصيرة ويتم جذبها إلى بعضها البعض على مسافة طويلة». في طريقة عرض حديثة  يُعتبر التفاعل الانتروبي تفاعلًا في الحياة الواقعية، ويُنظر إليه على أنه تأثير متبادل للأنظمة الديناميكية الحرارية المفتوحة على بعضها البعض من خلال نقل المعلومات حول حالاتها، وتغيير الانتروبيا الخاصة بها وترجمة هذه الأنظمة إلى ظروف أكثر احتمالًا. التفاعل المادي الجوهري الذي يتحقق من خلال التفاعلات الأساسية المعروفة (الجاذبية والكهرومغناطيسية والقوية والضعيفة النووية) من خلال العمليات التي تحدث في أي مكان آخر في الكون بما في ذلك النظام الشمسي، كوكبنا الأرض، والكائنات الحية. تعتبر التفاعلات الأساسية هي ابنة التفاعل الإنتروبي، والتفاعل الإنتروبي ليس نتيجة لوجود بعض شحنات الإنتروبي والحقل المصاحب لها. لا ينبغي أن يشار إليها على أنها توزيع للإنتروبيا في الفضاء. لا يعكس تفاعل الانتروبي سوى «ترتيب» و «بنية» الفضاء، وحالة الفضاء والأنظمة الفيزيائية فيه، وفي نهاية المطاف، يؤثر على طاقة وسلوك وتطور مثل هذه النظم، وكذلك الفضاء ككل. ينتج التفاعل الإنتروبي عن تغيير التناظر والطاقة الحرة وخصائص النظام الفيزيائي الأخرى. باستخدام هذا التفاعل، تمارس جميع الكائنات المادية في الطبيعة تأثيراً معيّنًا على بعضها البعض، بغض النظر عن المسافة بينها.

## أمثلة

### مبدأ ماخ
وفقًا لمبدأ ماخ،  يتم تحديد قوانين الفيزياء المحلية من خلال بنية واسعة النطاق للكون والتغيرات في أي جزء من الكون تؤثر على التأثير المقابل على جميع أجزائه  أولاً وقبل كل شيء، فإن هذه التغييرات ناتجة عن التفاعل الإنتروبي. بمجرد أن يكون لديها مكان في جزء واحد من الكون، يتغير كذلك الكون. أي أن الكون بأكمله «يشعر» بمثل هذه التغييرات في نفس الوقت. بمعنى آخر، يحدث التفاعل الانتروبي بين أجزاء مختلفة من أي نظام ديناميكي حراري على الفور دون نقل أي مادة مادية، مما يعني أنه دائماً عمل بعيد المدى. بعد ذلك، تظهر بعض العمليات داخل النظام لنقل بعض المواد أو أجزاء من الطاقة في الاتجاه المناسب. يتم إنتاج هذه الإجراءات بواسطة واحد (أو قليل) من التفاعلات الأساسية وفقًا لطريقة العمل قصير المدى.

### تشتت الحرارة
تشتت الحرارة هي واحدة من أمثلة التفاعل الانتروبي. عند تسخين أحد جانبي القطب المعدني، يتم إنشاء توزيع غير متجانس لدرجة الحرارة على طول القطب. بسبب تفاعل الانتروبيا بين أجزاء مختلفة من القطب، ستنخفض إنتروبيا القطب بأكمله على الفور. في الوقت نفسه، يبدو أن الميل يحصل على توزيع متجانس لدرجات الحرارة (وبهذا يزيد من إنتروبيا القطب). هذا سيكون عمل طويل المدى. تظهر عملية التوصيل الحراري لإدراك هذا الاتجاه من خلال حركة قصيرة المدى. بشكل عام، هذا مثال على التعايش بين الإجراءات الطويلة والقصيرة المدى في عملية واحدة.

### ضغط الغاز المثالي
تعتمد الطاقة الداخلية للغاز المثالي فقط على درجة حرارته، وليس على حجم الصندوق الذي يحتوي عليه، لذلك ليس من تأثير الطاقة الذي يميل إلى زيادة حجم الصندوق كما يفعل ضغط الغاز. هذا يعني أن ضغط الغاز المثالي له أصل إنتروبي.
ما هو أصل هذه القوة الانتروبية؟ الإجابة الأكثر عمومية هي أن تأثير التقلبات الحرارية يميل إلى جلب نظام ديناميكي حراري نحو حالة عيانية تقابل الحد الأقصى في عدد الحالات المجهرية (أو الحالات الدقيقة) التي تتوافق مع هذه الحالة العيانية. وبعبارة أخرى، تميل التقلبات الحرارية إلى جلب نظام نحو حالته العيانية ذات الإنتروبيا القصوى.

### الحركة البراونية
في البداية أُقترح نهج إنتروبيك على الحركة البراونية من قبل آر إم نيومان. استمد نيومان القوة الإطارية لجزيء يمر بحركة براونية ثلاثية الأبعاد باستخدام معادلة بولتزمان، مما يشير إلى هذه القوة كقوة دافعة منتشرة أو قوة شعاعية . في الورقة، تظهر ثلاثة أنظمة على سبيل المثال تظهر هذه القوة:
- النظام الكهربائي من الملح المنصهر
- التوتر السطحي
- ومرونة المطاط.

### البوليمرات
ومن الأمثلة القياسية لقوة الانتروبيا مرونة جزيء البوليمر المنفصل بحرية. للحصول على سلسلة مثالية، فإن تعظيم الانتروبيا يعني تقليل المسافة بين نهايتيها الحرتين. وبالتالي، فإن القوة التي تميل إلى انهيار السلسلة تمارسها السلسلة المثالية بين نهايتيها الحرتين. هذه القوة الانتروبية تتناسب مع المسافة بين الطرفين. قوة الانتروبيا من خلال سلسلة منفصلة بحرية لها أصل ميكانيكي واضح، ويمكن حسابها باستخدام ديناميكيات لاجرانج المقيدة.

### قوة كارهة للماء

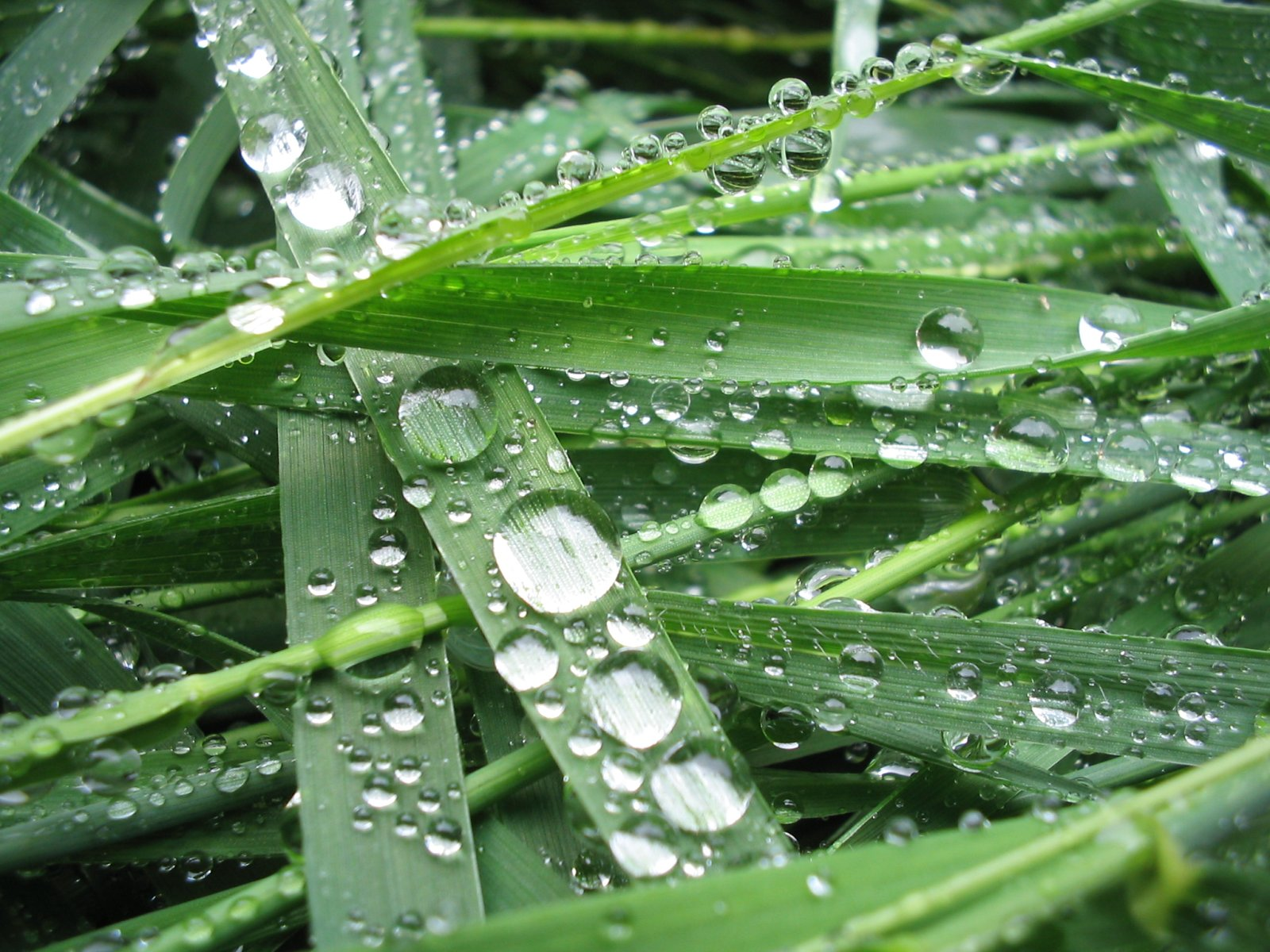
قطرات الماء على سطح العشب.

مثال آخر لقوة الانتروبيا هي القوة الكارهة للماء. في درجة حرارة الغرفة، تنبع جزئياً من فقدان الإنتروبيا بواسطة شبكة ثلاثية الأبعاد لجزيئات الماء عندما تتفاعل مع جزيئات المادة المذابة. كل جزيء للماء قادر على:
- منح اثنين من الروابط الهيدروجينية خلال اثنين من البروتونات
- قبول اثنين من الروابط الهيدروجينة من خلال اثنين من أزواج غير رابطة س 3هجين

لذلك، يمكن أن تشكل جزيئات الماء شبكة ثلاثية الأبعاد ممتدة. إدخال سطح غير مرتبط بالهيدروجين يعطل هذه الشبكة. تقوم جزيئات الماء بإعادة ترتيب نفسها حول السطح، وذلك لتقليل عدد روابط الهيدروجين المعطلة. هذا على عكس فلوريد الهيدروجين (الذي يمكن أن يقبل 3 ولكن يتبرع فقط بـ 1) أو الأمونيا (التي يمكن أن تتبرع بـ 3 ولكن تقبل فقط 1)، والتي تشكل سلاسل خطية بشكل رئيسي.
إذا كان للسطح الذي تم إدخاله طبيعة أيونية أو قطبية، فستكون هناك جزيئات ماء في وضع مستقيم على 1 (على طول محور المداري للرابطة الأيونية) أو 2 (على طول محور قطبي ناتج) من المدارات sp3 الأربعة. تسمح هذه التوجهات بالحركة السهلة، أي درجات الحرية، وبالتالي تخفض الانتروبيا إلى الحد الأدنى. لكن سطحًا غير مرتبط بالهيدروجين مع انحناء معتدل يجبر جزيء الماء على الجلوس محكمًا على السطح، وتنشر 3 روابط هيدروجينية عرضية على السطح، والتي تصبح بعد ذلك مغلقة في شكل سلة تشبه مركب قفصي. إن جزيئات الماء المتورطة في هذه السلة التي تشبه مركب قفصي حول سطح الروابط غير الهيدروجينية مقيدة في اتجاهها. وبالتالي، فإن أي حدث من شأنه أن يقلل من مثل هذا السطح هو المفضل بشكل إنتروبي. على سبيل المثال، عندما تقترب جسيمتان من الكارهة للماء من هذا القبيل، فإن السلال الشبيهة بالكلات المحيطة بها تندمج. هذا يطلق بعض جزيئات الماء في الجزء الأكبر من الماء، مما يؤدي إلى زيادة في الانتروبيا.

### الغرويات
قوى الانتروبي مهمة وواسعة الانتشار في فيزياء الغرويات، حيث تكون مسؤولة عن قوة النضوب، وترتيب الجزيئات الصلبة، مثل بلورة المجالات الصلبة، الانتقال بين الخواص الخيطية في مراحل البلورة السائلة للقضبان الصلبة، وترتيب متعدد الوجوه الثابت. تنشأ قوى الانتروبي في الأنظمة الغروية بسبب الضغط الأسموزي الذي يأتي من ازدحام الجسيمات.في هذا النموذج، يتم تقريب البوليمرات ككرات ذات حجم محدود يمكنها اختراق بعضها البعض، لكن لا يمكنها اختراق الجزيئات الغروية. يؤدي عدم قدرة البوليمرات على اختراق الغرويات إلى منطقة حول الغرويات التي تقل فيها كثافة البوليمر. إذا كانت مناطق كثافة البوليمر المنخفضة حول اثنين من الغرويات تتداخل مع بعضها البعض، عن طريق الغرويات تقترب من بعضها البعض، فإن البوليمرات في النظام تحصل على حجم حر إضافي يساوي حجم تقاطع مناطق الكثافة المنخفضة. يتسبب الحجم الحر الإضافي في زيادة إنتروبيا البوليمرات، ويدفعهم إلى تكوين مجاميع كثيفة محلياً. يحدث تأثير مماثل في الأنظمة الغروانية الكثيفة بما فيه الكفاية بدون البوليمرات، حيث يؤدي الضغط الأسموزي أيضًا إلى تحريك العبوات الكثيفة المحلية للغرويات إلى مجموعة متنوعة من الهياكل  التي يمكن تصميمها بشكل عقلاني عن طريق تعديل شكل الجزيئات.

## أمثلة مثيرة للجدل
بعض القوى التي تعتبر بشكل عام قوى تقليدية قيل إنها في الواقع ذات طبيعة إنتروبية. هذه النظريات لا تزال مثيرة للجدل وموضوع العمل المستمر. مات فيسر، أستاذ الرياضيات في جامعة فيكتوريا في ولنجتون، NZ في «قوى الانتروبيا المحافظة»  ينتقد الأساليب المختارة ولكنه يخلص بشكل عام إلى:

### الجاذبية
في عام 2009، جادل إريك فيرليند بأنه يمكن تفسير الجاذبية كقوة إنتروبي. وزعمت (على غرار نتيجة جاكوبسون) أن الجاذبية هي نتيجة «للمعلومات المرتبطة بمواقع الهيئات المادية». يجمع هذا النموذج بين النهج الحراري الديناميكي للجاذبية ومبدأ الهولوغرافية لجيرارت هوفت. إنه يعني أن الجاذبية ليست قوة أساسية، ولكنها ظاهرة ناشئة.

### قوى أخرى
في أعقاب النقاش الذي بدأه فيرليند، تم اقتراح تفسيرات خاصة بالقوى الأساسية الأخرى،  بما في ذلك قانون كولوم،  القوة الكهربائية الضعيفة والقوة القوية. وقد قيل أن نفس النهج لشرح المادة المظلمة، والطاقة المظلمة وتأثير بايونير.

## روابط إلى السلوك التكيفي
قيل إن قوى الانتروبيا السببية تؤدي إلى ظهور عفوي لاستخدام الأداة والتعاون الاجتماعي. قوى الانتروبي السببية بحكم تعريفها على زيادة إنتاج الإنتروبيا بين الأفق الزمني الحالي والمستقبلي، بدلاً من مجرد زيادة إنتاج الإنتروبي الآني إلى الحد الأقصى كقوى الإنتروبي النموذجية.
سبق أن لاحظ أندريه سوكلاكوف  في عام 2000 ارتباطًا رسميًا متزامنًا بين الهيكل الرياضي لقوانين الطبيعة المكتشفة والذكاء والتدابير الشبيهة بالأنتروبيا مثل التعقيد  في سياق مبدأ نصل أوكام.